# جون واتكينز (سياسي)
جون واتكينز هو سياسي أسترالي، ولد في 7 ديسمبر 1955 في سيدني في أستراليا. نشط حزبياً في حزب العمال الأسترالي (فرع نيوساوث ويلز) ‏. وقد انتخب نائب رئيس وزراء نيوساوث ويلز ‏ (10 أغسطس 2005 – 5 سبتمبر 2008) وانتخب عضو الجمعية التشريعية لنيو ساوث ويلز ‏ عن دائرة Electoral district of Ryde ‏ (27 مارس 1999 – 12 سبتمبر 2008) وانتخب عضو الجمعية التشريعية لنيو ساوث ويلز ‏ عن دائرة Electoral district of Gladesville ‏ (25 مارس 1995 – 5 مارس 1999).